# Кайембе, Эдо
Эдуа́р Кайембе́ Кайембе́ (фр. Edouard Kayembe Kayembe; род. 3 августа 1998 или 3 июня 1998, Кананга) — конголезский футболист, полузащитник клуба «Уотфорд» и сборной ДР Конго.

## Клубная карьера
Кайембе — воспитанник клуба «Шаркс XI». В 2017 году Эдо подписал контракт с бельгийским «Андерлехтом». 22 декабря в матче против «Эйпена» он дебютировал в Жюпиле лиге.

## Международная карьера
10 октября 2019 года в товарищеском матче против сборной Алжира Кайембе дебютировал за национальную сборную.